# Psecacera latiforceps
Psecacera latiforceps är en tvåvingeart som beskrevs av Aldrich 1934. Psecacera latiforceps ingår i släktet Psecacera och familjen parasitflugor. Inga underarter finns listade i Catalogue of Life.